# Silene meyeri
Silene meyeri är en nejlikväxtart. Silene meyeri ingår i släktet glimmar, och familjen nejlikväxter.

## Underarter
Arten delas in i följande underarter:
- S. m. meyeri
- S. m. persica
- S. m. delectabilis